# Wereldkampioenschappen tafeltennis 2008
Het wereldkampioenschap tafeltennis 2008 werd van 24 februari tot 2 maart 2008 gehouden in het Guangzhou Gymnasium te Guangzhou, China. Het was de negenenveertigste editie van dit kampioenschap. Het gastland wist zowel bij de mannen als bij de vrouwen de titel succesvol te verdedigen.
| Categorie           | Goud                                                   | Zilver                                                                       | Brons |
| ------------------- | ------------------------------------------------------ | ---------------------------------------------------------------------------- | --- |
| Mannenteam Details  | China Chen Qi Ma Lin Ma Long Wang Hao Wang Liqin       | Zuid-Korea Joo Se-hyuk Kim Jung-hoon Ryu Seung-min Lee Jung-woo Lee Jin-kwon | Hongkong Cheung Yuk Ko Lai Chak Leung Chu Yan Li Ching Tang Peng Japan Yo Kan Seiya Kishikawa Hidetoshi Oya Jun Mizutani Kaii Yoshida     |
| Vrouwenteam Details | China Guo Yan Guo Yue Li Xiaoxia Wang Nan Zhang Yining | Singapore Feng Tianwei Li Jiawei Wang Yuegu Sun Bei Bei Yu Mengyu            | Hongkong Jiang Huajun Lau Sui-fei Lin Ling Zhang Rui Tie Yana Japan Hiroko Fujii Ai Fukuhara Sayaka Hirano Haruna Fukuoka Kasumi Ishikawa |